# Bank Polska Kasa Opieki
Die Bank Polska Kasa Opieki Spółka Akcyjna (kurz Bank Pekao S.A.) ist eine polnische Universalbank mit Sitz in Warschau, ihr Name ist ein Akronym aus Polska Kasa Opieki (dt. Polnische Pflegekasse).
Die Bank bedient insgesamt etwa 5,6 Mio. Kunden, davon 47.000 kleine und mittelständische Unternehmen:53 sowie 12.600 Großbetriebe (davon 3.000 ausländische) und 2.500 kommunale Körperschaften einschl. deren Unternehmen:55.
In Polen unterhält die Bank 805 Filialen (davon 734 eigene und 71 Partnerfilialen:43) sowie 1.648 Geldautomaten.:3
Die Aktie des Unternehmens wird an der Warschauer Wertpapierbörse gehandelt und ist in deren Leitindizes WIG 20 und WIG30 enthalten.

## Gründung und Unternehmensgeschichte

Unternehmenslogo (1999–2009)

Unternehmenslogo (2012–2017)

Bereits 1919 wurde in Polen eine erste allgemeine Sparkasse gegründet. 1929 beschloss das polnische Finanzministerium die Einrichtung einer weiteren, vor allem für dauerhafte Geldanlagen gedachten Pflegekasse mit dem Charakter einer Universalbank. Auf dieser Grundlage erfolgte am 17. März 1929 die Gründung der Bank Polska Kasa Opieki SA, kurz Bank Pekao genannt.
Erster Direktor der Bank wurde Eugeniusz Bączkowski. Das Tätigkeitsfeld der Bank umfasste das Aktiv- und Passivgeschäft inklusive internationaler Geldgeschäfte. Eine der Hauptaufgaben der Bank Pekao war die Versorgung polnischer Emigranten mit Finanzdienstleistungen, weshalb auch in Städten außerhalb Polens eigene Filialen eröffnet wurden. Dazu gehörte Paris, wo die Bank erstmals im Februar 1930 ihre Geschäfte aufnahm. 1931 folgte die als Tochterunternehmen gegründete Banco Polaco PKO in Buenos Aires. Die Gründung einer eigenen Filiale in Tel-Aviv erfolgte am 15. Mai 1933 und im März 1939 wurde eine Filiale in den USA eröffnet. Mit Beginn des Zweiten Weltkrieges wurde die Zentrale der Bank kurzfristig nach Paris verlegt, um die Anlagen bei fremden Banken weiter verwalten zu können. Im weiteren Verlauf des Krieges erfolgte die Verlegung nach Toulouse und später London. Die ursprüngliche Zentrale in Warschau wurde von den deutschen Besatzern zur Verwaltung der verbliebenen Gelder eingesetzt. Nach dem Ende des Krieges nahm die Verwaltung der Bank Pekao im 1946 ihre Arbeit in Warschau wieder auf.
1948 wurde die Bankenlandschaft Polens durch die Installation des kommunistischen Regimes stark verändert. Die Kreditinstitute wurden nun zu Spezialbanken umorganisiert. Die Aufgaben der Bank Pekao waren die Verwaltung und der Transfer von ausländischen Privatgeldern nach Polen. Daher wurde das Filialnetz im Ausland weiter ausgebaut, so 1948 in New York, 1956 in Toronto, später auch in der DDR und Österreich. 1969 übernahm das polnische Finanzministerium die vollständige Leitung der Bank. Im internationalen Geschäft beteiligte sich die Bank Pekao auch an anderen Banken. So wurde sie 1978 Teilhaber der Mitteleuropäischen Handelsbank.
Nach dem Systemwechsel 1989 wurde im Zuge der polnischen Wirtschaftsreform auch das Bankenrecht umgestaltet und die Banken erhielten wieder mehr Freiheiten. Marian Kanton, der damalige Präsident der Bank Pekao, richtete die Bank wieder auf Bankdienstleistungen aller Art aus. Auf dem Weg zur Privatisierung der Bank wurde 1996 die Bank Pekao in vier Einzelunternehmen aufgeteilt, zu denen die Bank Depozytowo-Kredytowy in Lublin, die Pomorski Bank Kredytowy in Stettin und die Powszechny Bank Gospodarczy in Łódź gehörten. Im Mai 1998 wurde die Aktie des Unternehmens zum öffentlichen Handel zugelassen und im Juni erstmals an der Warschauer Börse notiert. Als erster Anbieter Polens schuf die Bank Pekao im Oktober die Möglichkeit des Electronic Banking für ihre Kunden. Zum 1. Januar 1999 wurden die erst 1996 geschaffenen vier Einzelunternehmen wieder fusioniert.
Am 23. Juni 1999 wurde ein Übernahmevertrag für 52,09 Prozent der Aktienanteile durch ein Konsortium von Unicredit und der Allianz unterzeichnet und am 3. August desselben Jahres vollzogen.
2016 stellte die italienische Unicredit ihre Aktienanteile an der Bank Pekao für 3,5 Mrd. Euro zum Verkauf. Ende des Jahres wurde veröffentlicht, dass 32,8 Prozent der Kapitalbeteiligung für einen Kaufpreis in Höhe von 10,6 Mrd. Złoty an die PZU sowie den PFR (beide staatlich kontrolliert) übertragen werden. Die finale Transaktion erfolgte am 7. Juni 2017.

## Konzernstruktur
Die 'Bank Pekao S.A. hält als Konzernmutter Beteiligungen an mehreren Tochtergesellschaften in Polen und auf den Britischen Jungferninseln.
| Gesellschaft                                                             | Sitz der Gesellschaft             | Tätigkeitsfeld               | Beteiligung |
| ------------------------------------------------------------------------ | --------------------------------- | ---------------------------- | ----------- |
| Pekao Bank Hipoteczny S.A.                                               | Warschau, Polen                   | Banking                      | 100 %       |
| Pekao Leasing Sp. z o.o.                                                 | Warschau, Polen                   | Leasingdienstleister         | 100 %       |
| Pekao Investment Banking S.A.                                            | Warschau, Polen                   | Makler                       | 100 %       |
| Pekao Faktoring Sp. z o.o.                                               | Lublin, Polen                     | Factoring-Dienstleister      | 100 %       |
| Pekao Powszechne Towarzystwo Emerytalne S.A. (w likwidacji)              | Warschau, Polen                   | Management von Pensionsfonds | 100 %       |
| Centrum Kart S.A.                                                        | Warschau, Polen                   | Unterstützungsfunktionen     | 100 %       |
| Pekao Financial Services Sp. z o.o.                                      | Warschau, Polen                   | Transfer Agent               | 66,5 %      |
| Pekao Direct Sp. z o.o. (d. Centrum Bankowości Bezpośredniej Sp. z o.o.) | Krakau, Polen                     | Callcenter-Dienstleister     | 100 %       |
| Pekao Property S.A. (w likwidacji)                                       | Warschau, Polen                   | Entwicklungsdienstleister    | 100 %       |
| FPB - Media Sp. z o.o.(w upadłości)                                      | Warschau, Polen                   | Entwicklungsdienstleister    | 100 %       |
| Pekao Fundusz Kapitałowy Sp. z o.o. (w likwidacji)                       | Warschau, Polen                   | Beratung                     | 100 %       |
| Dom Inwestycyjny Xelion Sp. z o.o.                                       | Warschau, Polen                   | Finanzintermediär            | 100 %       |
| Pekao Investment Management S.A.                                         | Warschau, Polen                   | Holding                      | 100 %       |
| Pekao TFI S.A.                                                           | Warschau, Polen                   | Vermögensverwaltung          | 100 %       |
| CPF Management                                                           | Tortola, Britische Jungferninseln | Beratung                     | 40 %        |

## Aktionärsstruktur
Das Grundkapital der Gesellschaft beträgt insgesamt 252.470.034 Złoty und verteilt sich auf 262.470.034 Inhaberaktien der Serien A bis I zu einem Nennwert von je 1,00 Złoty.:27
| Anteilseigner                                                | Anzahl gehaltener Aktien | Anteil am Grundkapital und Stimmrechtsanteil |
| ------------------------------------------------------------ | ------------------------ | -------------------------------------------- |
| PZU                                                          | 52.494.007               | 20,00 %                                      |
| PFR                                                          | 33.596.166               | 12,80 %                                      |
| Nationale-Nederlanden Powszechne Towarzystwo Emerytalne S.A. | 13.201.655               | 5,03 %                                       |
| BlackRock, Inc.                                              | 13.129.549               | 5,00 %                                       |
| Streubesitz                                                  | 150.048.657              | 57,17 %                                      |

Der polnische Staat ist indirekt am Unternehmen beteiligt: Er ist mit 34,1875 % der größte Einzelaktionär des Versicherungskonzerns PZU sowie Alleineigentümer des Entwicklungsfonds Polski Fundusz Rozwoju.